# Argentometrie
Die Argentometrie ist ein Verfahren zur quantitativen Bestimmung bestimmter Ionensorten. Je nach Technik kann man verschiedene Verfahren unterscheiden.
Die Argentometrie beruht auf der geringen Löslichkeit einiger Silberverbindungen in Wasser. Dies betrifft die Verbindungen Silberchlorid, Silberbromid, Silberiodid, Silbercyanid und Silberthiocyanat, die quantitativ aus wässrigen Lösungen ausfallen. Als einziges Halogenid lässt sich Fluorid nicht mit der Argentometrie bestimmen, da Silber(I)-fluorid leicht in Wasser löslich ist. Da die Bestimmung durch Titration erfolgt, kann man die Argentometrie als Fällungstitration bezeichnen.

## Allgemeines Verfahren
Als Maßlösungen für die Titration werden für die Chlorid-, Bromid-, Iodid-, Cyanid- oder Thiocyanatebestimmung Silbernitratlösungen mit genau bekannter Konzentration verwendet. Soll dagegen der Silbergehalt einer Lösung bestimmt werden, wird Ammoniumthiocyanat als Maßlösung verwendet.
Die allgemeine Reaktion für die Fällung eines Halogenids lautet:
{\displaystyle \mathrm {Ag^{+}(aq)+X^{-}(aq)\longrightarrow AgX\downarrow } }

## Spezielle Verfahren
Es kann je nach Reaktionsbedingungen und verwendeten Indikatoren zwischen verschiedenen Verfahren unterschieden werden, die jeweils nach ihren Entdeckern benannt sind.
Die Titration nach Mohr kann für Chlorid und Bromid angewendet werden. Sie verwendet Kaliumchromat als Indikator, am Äquivalenzpunkt fällt Silberchromat als rotbrauner Niederschlag aus.
Die Titration nach Volhard lässt sich für alle möglichen Ionen anwenden. Als Indikator dienen Eisen(III)-Ionen, die mit Thiocyanat einen roten Komplex bilden. Direkt lässt sich nur Silber bestimmen, die übrigen werden durch Rücktitration bestimmt.
Die Titration nach Fajans ist wieder eine Direktbestimmung von Halogenidionen mit Silbernitrat als Titer. Da nach dem Äquivalenzpunkt der Niederschlag durch weiteres Silber positiv aufgeladen ist, kann dieser dann das als Indikator verwendete Eosin oder Fluorescein – je nach zu titrierendem Ion – unter Farbänderung adsorbieren.
Die Titration nach Liebig lässt sich nur für Cyanid anwenden. Dieses bildet mit dem Silber zunächst einen löslichen Komplex, am Äquivalenzpunkt fällt dann das Silbercyanid aus und zeigt diesen so an.

## Potentiometrie
Die Argentometrie lässt sich auch potentiometrisch durchführen. Dabei wird die Potentialdifferenz zwischen einem Silberblech und einer silbersalzhaltigen Lösung gemessen. Als Bezugselektrode dient eine Kalomelelektrode, die jedoch wegen der Diffusion von störendem Kaliumchlorid in die Lösung nicht direkt eintauchen darf. Darum wird die Kalomelelektrode in eine Ammoniumnitratlösung eingetaucht, die über eine Brücke mit der Messlösung verbunden wird.